# Comuna de Obrowo
Obrowo (polaco: Gmina Obrowo) é uma gminy (comuna) na Polónia, na voivodia de Cujávia-Pomerânia e no condado de Toruński. A sede do condado é a cidade de Obrowo.
De acordo com os censos de 2004, a comuna tem 9391 habitantes, com uma densidade 58 hab/km².

## Área
Estende-se por uma área de 161,97 km², incluindo:
- área agricola: 55%
- área florestal: 37%

## Demografia
Dados de 30 de Junho 2004:
|                      | Total   | Total | Mulheres | Mulheres | Homens  | Homens |
| -------------------- | ------- | ----- | -------- | -------- | ------- | ------ |
|                      | pessoas | %     | pessoas  | %        | pessoas | %      |
| População            | 9391    | 100   | 4721     | 50,3     | 4670    | 49,7   |
| Densidade (pop./km²) | 58      | 100   | 29,1     | 29,1     | 28,8    | 28,8   |

De acordo com dados de 2002, o rendimento médio per capita ascendia a 1280,33 zł.

## Subdivisões
- Bartoszewo, Brzozówka, Dobrzejewice, Dzikowo, Głogowo, Kawęczyn, Kazimierzewo, Kuźniki, Łążyn, Łążynek, Obory, Obrowo, Osiek, Sąsieczno, Silno, Skrzypkowo, Smogorzewiec, Stajenczynki, Szembekowo, Zawały, Zębowo, Zębówiec.

## Comunas vizinhas
- Aleksandrów Kujawski, Ciechocin, Ciechocinek, Czernikowo, Lubicz, Wielka Nieszawka